# Bleu de Franconie
Le bleu de Franconie N est un très ancien cépage noir de raisin de table et de cuve, originaire de la Slovénie où il est dénommé Žametovka. Il semblerait qu'il soit identique au Frankenthal, ils ont en effet en commun un certain nombre de synonymes. 

## Production
En Slovénie, ce cépage est mené en hautain, soit sur treille, soit sur pergola. Dans la région de la Basse-Carniole (Dolenjska), c'est la variété dominante. Occasionnellement, il se retrouve dans d'autres régions slovènes (Prekmurje, Spodnja). Dans le sud de cette dernière, où il était autrefois commun, il ne joue plus aucun rôle.

## Caractères ampélographiques

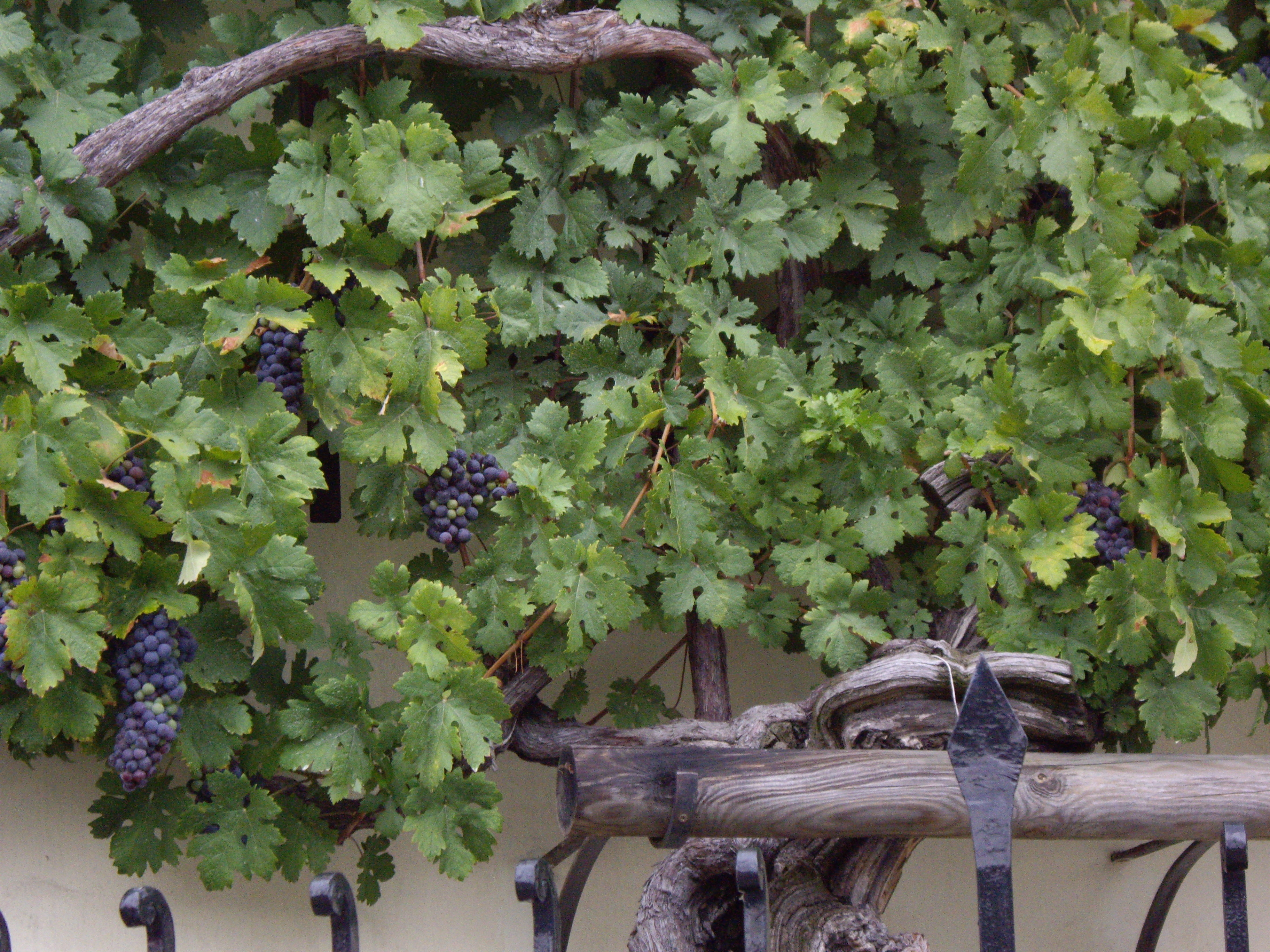
Le bleu de Franconie, cépage de la stara trta de Maribor

De maturation tardive, il est sensible aux gelées automnales, et dans les mauvaises années, il atteint à peine sa maturité par manque de chaleur. Même à pleine maturité, ses moûts manquent d'acidité, de sorte que les vins de ce cépage sont rares dans le commerce. L'exception est la črnina zametna (noirceur veloutée), qui est vendangée sur la stara trta, la plus vieille vigne du monde qui pousse à Maribor. Ce vin ne donne que 100 bouteilles de 0,25 litres annuellement. Sa renommée est due exclusivement à sa rareté, et non à sa qualité.

## Aptitudes œnologiques
De taille moyenne, aux grains ronds, cette variété est commercialisée dans les marchés hebdomadaires régionaux comme raisin de table. Il peut cependant entrer, avec un maximum de 50 %, dans la vinification du vin slovène Cviček.

## Synonymes
Les synonymes sont Baratcsuha kék, Blauer Kölner, Blauer Hainer, Blauer Luttenberger, Blauer Milcher, Bleu de Cologne, Branicevka, Cerlnjinak, Cerna Laska, Cerni spanier, Cernia, Cernina, Cernjenak, Frankenthaler, Füstöszölö, Grobschwarze, Gros Bleu, Großblaue, Großkölner, Großmilcher, Großwälsche, Hainer blau, Hainer noir, Hamvas Dinka, Kapcina, Kapshina, kapzhina, Karcina, Karcna, Kavcina, Kavcina Crna, Kavzhina, Kavzhna, Kék baratcsuha, Kölinger, Kölner Blau, Kölner kék, Koelner noir, Koelni kék, Kosavina, Luttenberger blau, Modra kavčina, Milcher blau, Ordinäre Schwarze, Plava Velka, Sametovka, Scheuchner, Schwarzsamtige, Seleniak, Velka Cerna, Velka Plava, Velka Sipa, Velka Zherna, Vranik, Zametna Crnina, Zherna Laska et Zherni Spanier.